# ساربیا (شهرستان چارنکوو-تژچیانکا)
ساربیا (به لهستانی:  Sarbia) یک روستا در لهستان است که در گمینا چارنکوو واقع شده‌است.